# Chorotega (langue)
La langue chorotega ou mangue est une langue oto-mangue aujourd'hui disparue. Elle fait partie de la branche mangue des langues oto-mangues, ce qui témoigne de l'origine nordique (mexicaine) de ce groupe humain. Les locuteurs étaient encore environ 10 000 en 1981. Les peuples parlant le chorotega comprenaient les Mangues et les Monimbos.

## Présentation
Plusieurs dialectes étaient pratiqués :
- le mangue proprement dite dans l'ouest du Nicaragua, subdivisé en dirian et nagrandan ;
- le choluteca dans la région de la baie de Fonseca au Honduras ;
- l'orotiña dans la péninsule de Nicoya au Costa Rica[2].

Les langues de la famille oto-mangue sont encore principalement parlées au Mexique, mais la présence de Chorotega, Sutiaba et Chiapaneco si loin au sud, est probablement due aux migrations provoquées à la suite de l'établissement des peuples Nahua dans le centre du Mexique bien avant l'arrivée des colonisateurs espagnols. Brinton donne une liste de mots et d'expressions mangue et en particulier des noms de lieux nicaraguayens et costariciens qui viennent de la langue Mangue ; Nindirí (de ninda - rivage, dirn, colline), Nakutiri (de naktu - feu, dirn, colline), Monimbo (ntimbu - eau, pluie), Nandaime (nanda - ruisseau), Mombonasi (nasi - femme), Masaya, Managua, Namotiva, Norome, Diriamba, Nicoya, Orotina.
Certains chorotegas vivent au Salvador. Voici quelques mots dans leur langue :
| Chorotega  | Espagnol | Français          |
| ---------- | -------- | ----------------- |
| nyua       | hombre   | homme             |
| ngumu      | madre    | mère              |
| niyujui    | esposa   | femme             |
| diri, tiri | montaña  | montagne          |
| nequepio   | tierra   | terre             |
| nambi      | perro    | chien             |
| nangue     | jaguar   | jaguar            |
| zu punah   | parió    | a accouché        |
| yazrah     | hoy      | aujourd'hui       |
| grote      | fuego    | feu               |
| namboru    | pinole   | (boisson de maïs) |
| yahuayor   | huevo    | œuf               |